# Marc (moneda)

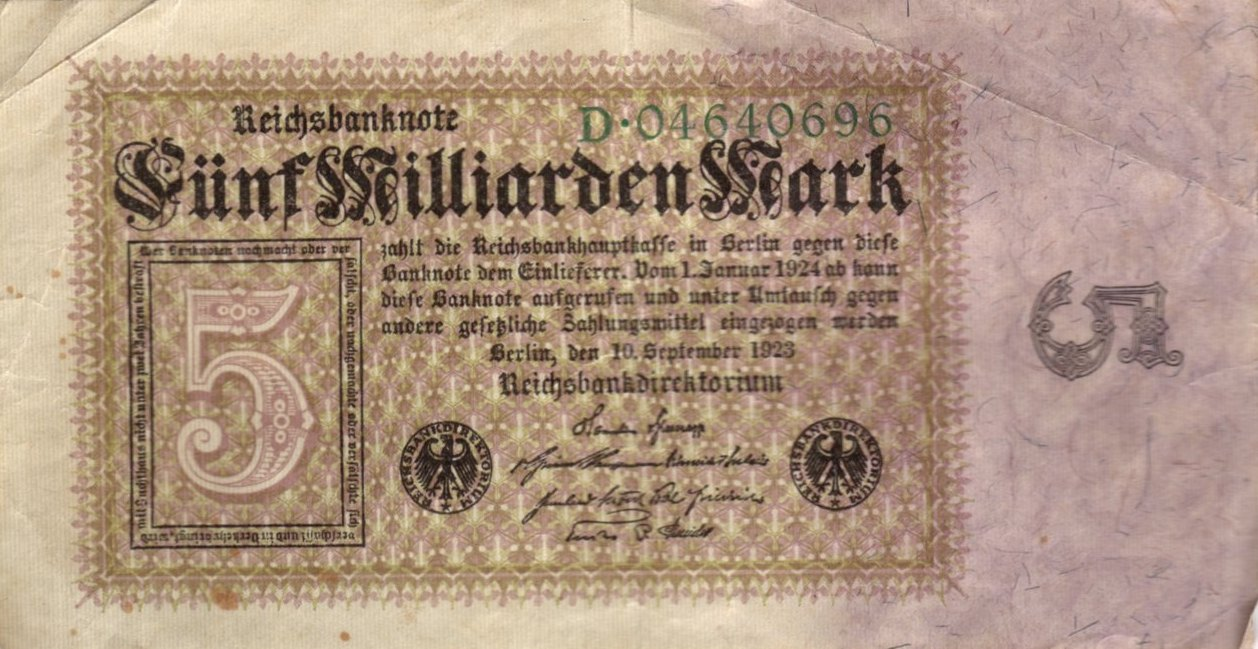
Bitllet alemany de 5.000 milions de marcs (Papiermark) del 1923

El marc és una unitat monetària actual i històrica de diversos països europeus, derivada d'una antiga unitat de pes, del mateix nom, utilitzada per a l'or i l'argent equivalent a 8 unces, tot i que va sofrir considerables variacions al llarg de la història.
De monedes anomenades marcs se'n troben històricament a diversos països com Escòcia, el nord d'Alemanya (especialment Hamburg) i Escandinàvia, en què equivalia a 16 xílings o skilling.

## Els marcs d'Alemanya

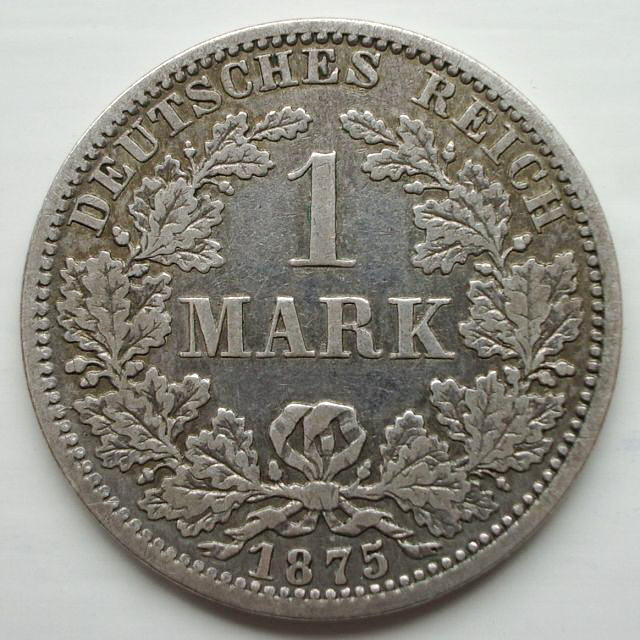
Moneda d'1 marc alemany del 1875

Alemanya va adoptar el marc com a unitat monetària arran de la unificació el 1871. Aquest primer marc de l'Imperi Alemany, amb el canvi lligat a l'or, fou conegut com a marc or o Goldmark (1873-1914), més endavant anomenat Papiermark (1914-1923), el qual va sofrir una terrible hiperinflació el 1923. Per substituir la moneda, que s'havia devaluat totalment, es va crear el Rentenmark, que equivalia a un bilió dels antics marcs, com a moneda de transició fins a l'adopció definitiva del Reichsmark el 1924.
El Reichsmark va durar fins al 1948, en què els aliats van introduir a les seves zones d'ocupació el marc alemany o Deutsche Mark, mentre que els soviètics emetien el seu propi marc alemany conegut sovint com a marc de l'Alemanya Oriental o Ostmark, més endavant anomenat oficialment Mark der DDR (és a dir, "marc de la RDA"). El 1990, amb la reunificació alemanya, el marc alemany va esdevenir la moneda oficial de la nova Alemanya fins a la introducció de l'euro el 1999 i la desaparició definitiva del marc el 2002, al canvi d'1,95583 marcs per euro.

## Altres marcs
- El marc convertible o konvertibilna marka, la unitat monetària actual de Bòsnia i Hercegovina, establerta el 1995 en virtut dels acords de Dayton.
- El marc estonià o mark, la moneda d'Estònia fins al 1928, en què fou substituïda per la corona estoniana.
- El marc finlandès o markka, la moneda de Finlàndia des del 1860 fins a l'adopció de l'euro per les mateixes dates que el marc alemany.